# 12 sonate da chiesa, op. 3

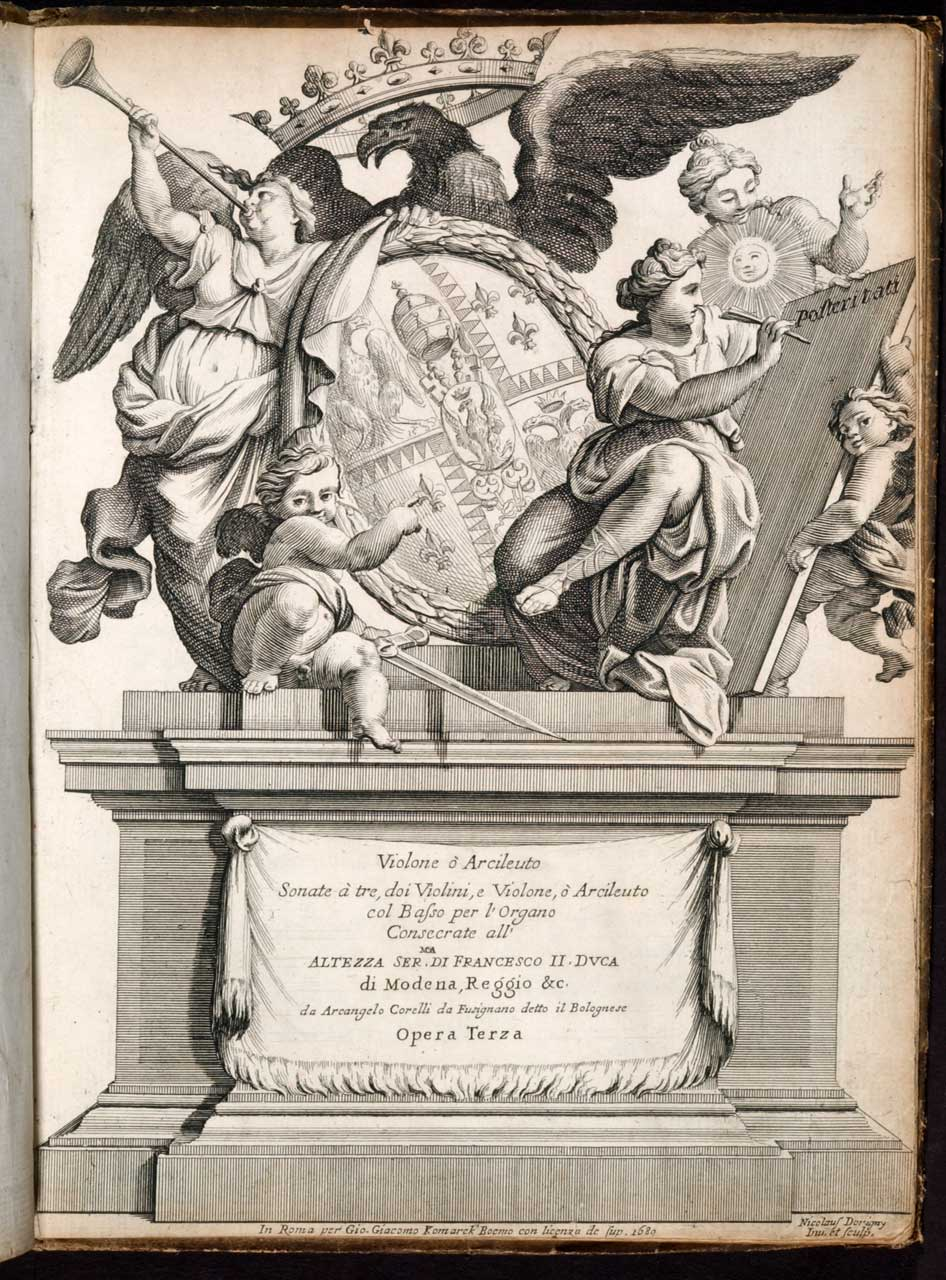
Frontespizio della prima edizione di 12 sonate da chiesa, op. 3

Le 12 sonate da chiesa a tre sono una composizione di Arcangelo Corelli.

## Struttura
1. in fa maggiore (4 movimenti : Grave, Allegro, Vivace e Allegro)
2. in re maggiore (4 movimenti : Grave, Allegro, Adagio e Allegro)
3. in si bémol maggiore (4 movimenti : Grave, Vivace, Largo e Allegro)
4. in si minore (4 movimenti : Largo, Vivace, Adagio e Presto)
5. in re minore (4 movimenti : Grave, Allegro, Largo e Allegro)
6. in sol maggiore (4 movimenti : Vivace, Grave, Allegro e Allegro)
7. in mi minore (4 movimenti : Grave, Allegro, Adagio e Allegro)
8. in do maggiore (4 movimenti : Largo, Allegro, Largo e Allegro)
9. in fa minore (4 movimenti : Grave, Vivace, Largo e Allegro)
10. in la minore (4 movimenti : Vivace, Allegro, Adagio e Allegro)
11. in sol minore (4 movimenti : Grave, Presto, Adagio e Allegro)
12. in la maggiore (5 movimenti : Grave, Vivace, Allegro, Allegro e Allegro)